# Awuawu
Awuawu is een bestuurslaag in het regentschap Purworejo van de provincie Midden-Java, Indonesië. Awuawu telt 832 inwoners (volkstelling 2010).